# Psyllaephagus albiclava
Psyllaephagus albiclava är en stekelart som först beskrevs av Girault 1915.  Psyllaephagus albiclava ingår i släktet Psyllaephagus och familjen sköldlussteklar. Inga underarter finns listade i Catalogue of Life.